# Felkod
Felkod (engelska Error code) är en kod som visar vad som det är problem med en maskin eller utrustning. Till exempel kanske vatten saknas när värmeelementet i en tvättmaskin ska användas. Eller minnet i en dator är felaktigt.